# 1020년

## 연호
- 북송(北宋) 천희(天禧) 4년
- 요(遼) 개태(開泰) 9년
- 일본(日本) 간닌(寛仁) 4년
- 리 왕조(李朝) 투언티엔(順天) 11년

## 기년
- 북송(北宋) 진종(眞宗) 23년
- 요(遼) 성종(聖宗) 39년
- 고려(高麗) 현종(顯宗) 11년
- 리 왕조(李朝) 태조(太祖) 11년

## 사건
- 경제 정책으로는 농상(農桑)을 적극적으로 장려하고 감목양마법(監牧養馬法)을 제정했으며 조세의 균등을 기하고 양창수렴법(養倉收斂法)을 실시했다. 세력 기반이 취약했던 그는 자신의 외가와 가까운 구 신라계 인사들을 중용하여 요직에 발탁하였다.